# Molnlagring
Molnlagring eller Cloud storage är en molntjänst för lagring av data. I motsats till NFS, SMB och andra system för datalagring på en server i det egna intranätet (eventuellt med VPN-arrangemang) ligger servern vid molnlagring i allmänhet hos ett annat företag, med åtkomst över det publika internet.
Digital data är i molnlagring lagrad i logiska pooler och den fysiska lagringen sträcker sig över flera servrar (och ofta platser). Den fysiska miljön ägs och förvaltas vanligtvis av ett hosting-företag. Dessa molnlagringsleverantörer är ansvariga för att datan är tillgänglig samt att den fysiska miljön skyddas . Individer och organisationer köper eller hyr lagringskapacitet från leverantörer för att lagra användar-, organisations-, eller applikationsdata.
Privatpersoner kan använda molnlagring till exempel för att spara digitala fotografier och andra filer istället för att lagra dem på en hårddisk på datorn, i mobilen eller liknande.
En undersökning från 2019 visade att bland de svenska internetanvändarna kände sig 44 procent trygga med att lagra personlig information i molntjänster.

## Exempel på molnlagringstjänster[1]
- Dropbox
- Onedrive
- Google Drive
- Icloud drive
- Nextcloud